# Anagallis hexamera
Anagallis hexamera är en viveväxtart som beskrevs av Peter Geoffrey Taylor. Anagallis hexamera ingår i släktet Anagallis och familjen viveväxter. Inga underarter finns listade i Catalogue of Life.